# Койонсаарі
Койонса́рі (рос. Койонсари, фін. Kojonsaari)) — невеликий острів у Ладозькому озері. Належить до групи Західних Ладозьких шхер. Територіально належить до Лахденпохського району Карелії, Росія.
Витягнутий із заходу на схід. Довжина 2,4 км, ширина 1,4 км.
Острів розташований посеред бухти Терву. Височинний, найвища точка — 51 м в центрі. Майже весь вкритий лісом.